# Sabanejewia bulgarica
Sabanejewia bulgarica és una espècie de peix de la família dels cobítids i de l'ordre dels cipriniformes.

## Morfologia
- Els mascles poden assolir 12 cm de llargària total.[5]

## Hàbitat
Viu en zones de clima temperat entre 5 °C - 20 °C de temperatura.

## Distribució geogràfica
Es troba al riu Danubi.